# Taktil
Taktil är ett ord som används för att beskriva överföring av information eller känsla vid beröring. Exempel på information som kan avläsas vid beröring av ett objekt är till exempel temperatur, hårdhet, tryck, ytegenskaper och form. Blindskrift är ett exempel på information som avläses taktilt.
Utställningarna Kännbart är exempel på taktil konst.